# Borken
Borken település Németországban, azon belül Észak-Rajna-Vesztfália tartományban. Lakosainak száma 43 589 fő (2023. december 31.). Borken Heiden és Velen községekkel határos.

## Népesség
A település népességének változása:
| Lakosok száma | 30 212 | 42 272 | 42 509 | 42 530 | 42 974 | 43 489 | 43 589 |
|               | 1975   | 2015   | 2017   | 2019   | 2021   | 2022   | 2023   |